# Liste der Erzbischöfe von Naxos
Die folgenden Personen waren Bischöfe und Erzbischöfe des Erzbistums Naxos (Griechenland):

## Bischöfe von Naxos
- Baraco (erwähnt um 451)
- Paul (erwähnt um 536)
- Giorgio (erwähnt um 680)

## Bischöfe von Paros
- Atanasius (431–451)
- Theodor (erwähnt um 536)
- Stefan (680–692)

## Bischöfe von Naxos (und Paros)
- Giorgio (1252–?)
- Bernardino (1330–1332) (danach Bischof von Sorres)
- Daniele (1345)
- Andrea, O.Carm. (1349–1356) (danach Bischof von Bosa)
- Tommaso, O.F.M. (1357–?)
- Stefano (?–1377)
- Pantaleo Dioscoro di Nasso (1418–?)
- Leonardo, O.E.S.A. (1446–?)
- Francesco, O.F.M. (1453–?)
- Antonio (1458–?)
- Nicola (1460–?)
- Nicola di Gaeta (1479–?)
- Roberto de Noya, O.P. (1504–1515)
- Paolo Zabarella, O.S.A. (1515–?)
- Filippo di Vegis (1519–?)

## Erzbischöfe von Naxos
- Giacomo Coppi (1524–1538)
- Giuseppe de Montanaris (1538–1540)
- Sebastiano Leccavella, O.P. (1542–1562) (danach Bischof von Lettere)
- Antonio Giustiniani, O.P. (1562–1564) (danach Bischof von Lipari)
- Francesco Pisani (1564–1569) (danach Bischof von Chioggia)
- Domenico di Grammatica (1579–?)
- Dionisio Reudio (1593–?)
- Angelo Gozzadini (1616–1621) (danach Bischof von Civita Castellana)
- Marco Antonio Quirino (1622–?)
  - Niceforo Melisseno Comneno (?–1628) (danach Bischof von Crotone)
- Raffaele Schiattini (1625–1648)
- Bartolomeo Polla (1659–1691)
- Pietro Martire Giustiniani, O.P. (1691–1700) (danach Bischof von Tinos)
- Antonio Giustiniani (1701–1730)
- Giovanni Francesco Bossi (1730–1732)
- Antonio Maturi, O.F.M.Cap. (1733–1749) (danach Bischof von Syros)
- Pietro Martire de Stefani, O.P. (1750–?)
- Giovanni Battista Crispi (1773–1796)
- Goffredo di Ambiano, O.F.M.Cap. (1796–1799)
- Vincenzo Coressi (1800–1814)
- Andrea Veggetti (1816–1838)
- Nicola Cardoni (1839–1842)
- Domenico Castelli, O.P. (1844–1852)
- Francesco Cuculla (1853–1864)
- Lorenzo Bergeretti, O.F.M. (1864–1875)
- Giuseppe Zaffino (1875–?)
- Filippo Camassei (1904–1906) (danach Patriarch von Jerusalem)
- Leonard Brindisi (1909–1919) (danach Erzbischof von Korfu, Zante und Kefalonia)

## Erzbischöfe von Naxos-Andros-Tinos-Mykonos
- Matteo Vido (1919–1924)
- Alessandro Guidati (1929–1947)
- Giovanni Battista Filippucci (1947–1959)
- Ioánnis Perrís (1960–1993)
- Nikolaos Printesis (1993–2021)
- Josif Printesis (seit 2021)

## Quelle
Konrad Eubel, Hierarchia Catholica Medii Aevi, vol. 1, p. 358; vol. 2, p. 200; vol. 3, p. 254; vol. 4, p. 253; vol. 5, p. 281; vol. 6, p. 302